# انتفاضة يزدان شير (1855)
انتفاضة يزدان شير (1855) هي انتفاضة عملها الأمير البوتاني يزدان شير عام 1855 واستمرت من ربيع عام 1855 إلى شتاء عام 1855.

## خلفية
سعى يزدان شير إلى استغلال الحرب الروسية التركية لتوجيه السخط الشعبي وإقامة دولة كردستان المستقلة وتنصيبه ملكًا عليها.

## الانتفاضة
بالربيع من عام 1855، شرع في النضال، في بتليس. على رأس حوالي 2000 مقاتل، استولى على المدينة، وطرد الحاكم التركي، وعيّن كرديًا مكانه، وتوجه نحو الموصل، التي استولى عليها بدون صعوبة كبيرة. الأسلحة والذخائر التي استولى عليها من هذه القاعدة العسكرية العثمانية المهمة مكنته من تجهيز جيش يضم 30,000 من المتمردين، الذين شرعوا في تحرير سيرت، المركز الإداري والعسكري للاحتلال العثماني في كردستان. انتهى الصراع بسرعة مذهلة، رغم أن سيرت كانت محمية بقوات متحدة من ولاة سيرت وبغداد. خلال أشهر، سيطر على منطقة شاسعة تمتد من بغداد إلى بحيرة فان وديار بكر، مما أثار آمالًا كبيرة والعديد من الأوهام بين السكان. جاء الناس الذين بلغوا سن القتال من جميع أنحاء كردستان العثمانية للانضمام إلى قواته؛ بحلول نهاية صيف 1855، كان لديه أكثر من 100,000 رجل تحت قيادته.
ومع اقتراب الشتاء، انسحب الروس إلى معسكراتهم الشتوية، مما منح الباب العالي الاستراحة التي كان يحتاجها للتعامل مع التمرد في كردستان. لم يكن لدى بريطانيا وفرنسا، حلفاء الإمبراطورية في حرب القرم ضد روسيا، سبب للترحيب بظهور كردستان مستقلة قد تقع تحت نفوذ روسيا. انطلق المبعوث البريطاني، نمرود رسام، من الموصل في عام 1855 ومعه الكثير من المال، وطالب أن يُستقبل كوسيط في مقر الحركة الكردية. بعد زيارة رؤساء القبائل واحدًا تلو الآخر، مقدمًا رشاوى من البنادق والهدايا والمال، بدأ في إقناع يزدان شر بحل مسألة الاستقلال من خلال مفاوضات كردو-عثمانية تكون بريطانيا وسيطًا فيها. رفض بعض رؤساء القبائل الاستمرار في النضال بسبب الرشاوى البريطانية. أما يزدان شر، فقد كان قائدًا شجاعًا لكنه كان قليل الخبرة في الدبلوماسية. صدّق وعود رسام ونوايا "بريطانيا المتحضرة" الحسنة. ولم يكن قد تلقى أي رد على الرسالة التي أرسلها إلى الحكام الروس يلتمس مساعدتهم. علاوة على ذلك، كان يعتقد أنه كما في حالة اليونان ومصر، لا يمكن إقامة دولة مستقلة إلا بدعم من قوة أوروبية.
انطلق مع رسام إلى إسطنبول لبدء المفاوضات التي ترعاها بريطانيا مع الباب العالي، وعند وصوله إلى العاصمة العثمانية، تم سجنه. تجوّلت قواته التي أصبحت بلا قائد في الجبال لبعض الوقت وانتهى بها المطاف بالتفرق.

## المشاركة الأيزيدية في الانتفاضة
عندما دخل يزدان شير بيك شيخان، خاض الأمير الإيزيدي مير حسين بيك، ومعه أكثر من ألفي فارس، معركةً شرسة. تمكّن الإيزيديون من هزيمة مقاتلي يزدان شير الأكراد ودفعهم إلى الوراء.

## ذبح الآشوريين في الانتفاضة
تولى يزدان شير لقب أمير بوتان، وغزا طور عابدين عام 1855، وقتل واستعبد الآشوريين، وطردهم، وأخذ ممتلكاتهم، ودمر منازلهم. خمد هذا الغزو، ولكن مع انسحابهم، أحرق الغزاة المحاصيل الخضراء واليابس، وهدموا المنازل، واختطفوا النساء والأطفال. واصلت القبائل الكردية الأصغر المرتبطة بإمارة بوتان القديمة غزو طور عابدين لمدة 30 عامًا.